# آن إيفون غيلبرت
آن إيفون غيلبرت (بالإنجليزية: Anne Yvonne Gilbert)‏ هي رسامة ورسامة توضيحية بريطانية، ولدت في 1951 في Wallsend ‏ في المملكة المتحدة.

## وصلات خارجية
- الموقع الرسمي